# Dojetřice
Dojetřice je místní část města Sázavy v okrese Benešov. Nachází se zhruba 1 km jihozápadně od centra města ve směru na Benešov. Ves dostala prý jméno podle povahy svých dávných obyvatel.

## Historie
Počátky obce Dojetřice začínají pravděpodobně v 9. století, kdy pár set metrů od dnešní vsi na východ bývalo slovanské hradiště, dnes pojmenované Šance. Hradiště vzniklo v dobách, kdy bylo území dnešních Čech rozděleno mezi více slovanských kmenů, mělo rozlohu asi 12 hektarů a bylo opevněno valy z hlíny a kamene. V době nebezpečí poskytovalo útočiště obyvatelům okolních osad.
První písemná zmínka o vsi pochází z roku 1421, kdy byla zapsána v seznamu obcí patřících sázavskému klášteru. V roce 1427 se Dojetřice dostaly na 100 let do držení prohusitského rodu Zajímačů z Kunštátu, později patřily k panství Komorního Hrádku. Jejich rodu patřily Dojetřice plných 100 let. Od roku 1528 byla obec rozdělena na dvě části. Jednu připojili k černokosteleckému panství a druhá část připadla k panství Komorního Hrádku.
Prvé zprávy o obyvatelích jsou v gruntovní knize, kterou vedli od roku 1610 na Komorním Hrádku. Zapisovali se tam lidi „osedlé“ na gruntu. Gruntů bylo tehdy v Dojetřicích sedm, a říkalo se jim podle hospodářů: Šafrů, Vlčka, Brožka, Chatrů, Havlíků, Tesařů a Švihla. Na počátku třicetileté války největším hospodařil Jan Brožka. Jiný grunt držel velmi dlouho rod Havlíků. Po třicetileté válce zůstalo v Dojetřicích zachováno pět hospodářství a jedno bylo opuštěné a pusté. Hospodařili na nich sedláci: Havlík, Šafář, Drbal, Brzka, Chatra a Hrdliček. Jako všichni nevolníci museli stále více robotovat na vrchnostenském majetku, který tehdy patřil Janovi z Valdštejna. Farou patřili do Sázavy.
V roce 1667 koupili ves od Valdštejnů sázavští mniši benediktini. V této době si dojetřičtí poddaní v těžko přístupném údolí Dojetřického potoka založili několik pstruhových rybníčků, aby si přilepšili k živobytí. Po zrušení kláštera v roce 1785 připadly Dojetřice Vilému Tieglovi, pražskému měšťanovi, který koupil část sázavského panství. Jemu byli poddáni až do roku 1848, pak byli vyvázáni z roboty a zbaveni většiny povinností a břemen.
K Dojetřicím patřila také myslivna, která byla v roce 1835 postavena nedaleko obce. Také k nim patřilo místo mezi Dojetřicemi a Vodslivy zvané Rybníčky.

## Přírodní poměry
Před pár lety byla ve vesnici skládka, kterou město Sázava založilo, aby jí po nějakém čase, za přispění dotace EU a ze státního fondu životního prostředí nechala zrekonstruovat. V současné době je povrch zatravněn a skládku připomíná již jen informační cedule.
Nedaleko Dojetřic se nachází rezervace Ve Studeném. Byla vyhlášena a zřízena už před druhou světovou válkou v roce 1935. Rozprostírá se na severní straně Spáleného vrchu mezi obcemi Samechov a Dojetřice. Za dobu existence rezervace bylo toto území často využíváno k výzkumům fauny, flóry, geologie i morfologie. Nejstarší stromy tu mají věk 200 a více let. Hlavním důvodem ochrany byly a jsou lesní porosty s pralesním uspořádáním, které jsou tvořeny bučinami a suťovými lesy. K území rezervace dnes vedou jen dvě cesty, které však kopírují pouze její okraj. První, fyzicky náročná stezka od Samechova, která vede z údolí Sázavy a pokračuje výstupem na Spálený vrch, a druhá mírnější, táhnoucí se po hřebeni z jižní strany od Dojetřické hájovny.

## Pamětihodnosti
- kaple svaté Anny – z roku 1936